# Badbea
Badbea (pronunciato come bad-bay) è un ex villaggio di sfollati situato sui ripidi pendii di Berriedale, sulla costa orientale di Caithness, in Scozia. Situato a circa 8 km a nord di Helmsdale, il villaggio fu abitato nel XVIII e XIX secolo da famiglie scacciate dalle loro case, quando le valli di Langwell, Ousdale e Berriedale furono svuotate per stabilire pascoli di ovini. Gli ultimi residenti lasciarono il villaggio nel 1911 e fu eretto un monumento dal figlio di un ex abitante, Alexander Robert Sutherland, che era emigrato verso la Nuova Zelanda nel 1839. Oggi le rovine del villaggio sono preservate come attrazione turistica e memoriale delle Highland Clearances.

## Geografia fisica
A Badbea si accede tramite un sentiero da una piazzola di sosta della strada A9 presso Ousdale; le abitazioni sono tutte cadute in rovina e rimane poco altro oltre ad alcuni muri a secco, anche se la trama degli edifici e quel che resta dei campi coltivati sono ancora visibili. Esistono cartelli a partire dalla piazzola e intorno al villaggio, che danno al visitatore spiegazioni sulle vite degli ex abitanti e sulla storia del sito.

## Storia

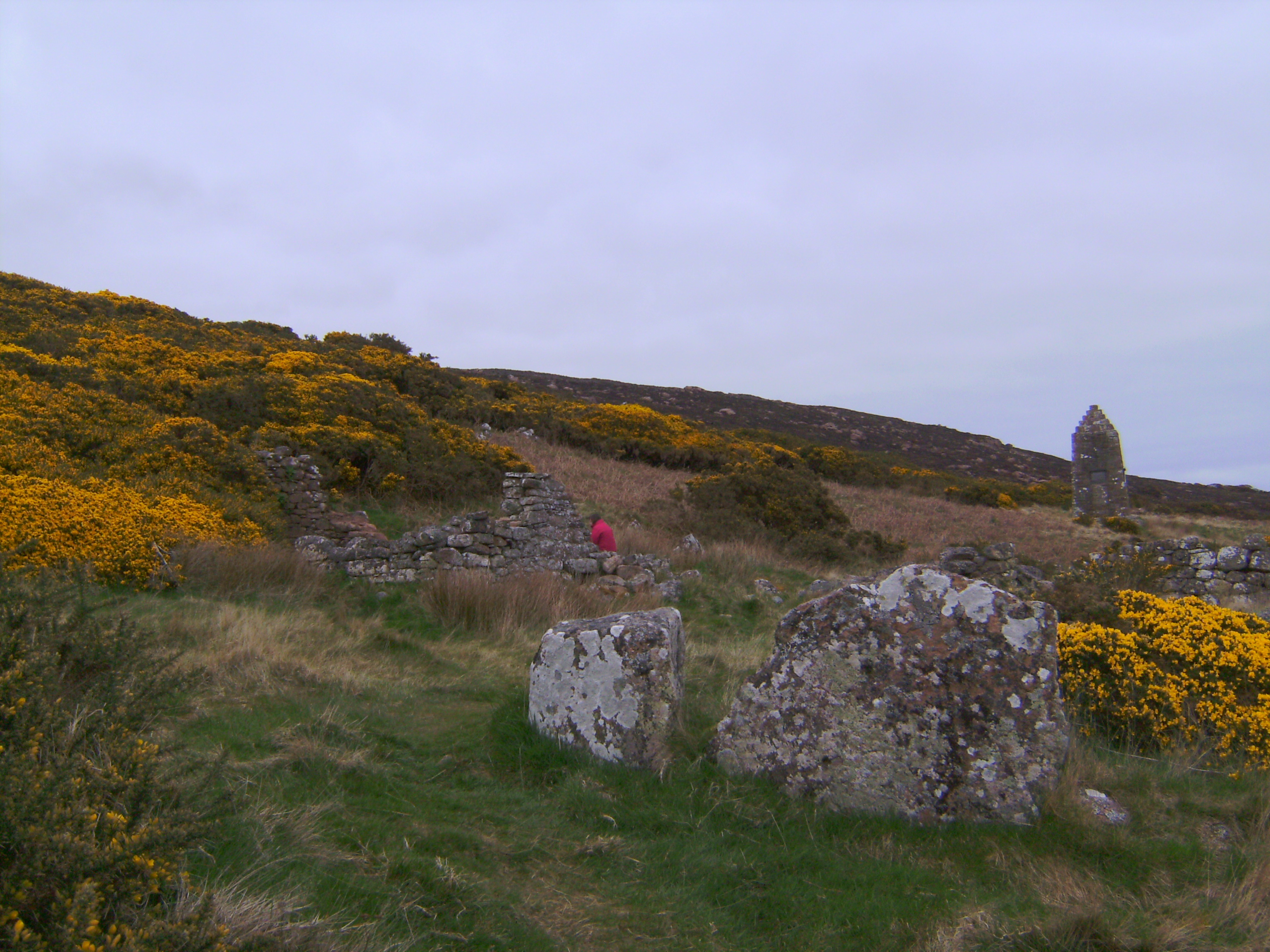
Rovine delle case di Badbea con il monumento del 1911 sullo sfondo

Verso la fine del XVIII secolo, i contadini vennero scacciati dalle loro abitazioni nelle Highlands scozzesi per far spazio a pascoli di ovini. Dal 1792 in avanti, le famiglie trasferite iniziarono ad arrivare a Badbea, una piccola area di terreni grezzi e ripidi, stretti tra gli alti muri a secco che delimitavano i pascoli e le alte scogliere di Berriedale sul Mare del Nord. Molte delle famiglie provenivano dalla vicina Ousdale, dove il proprietario terriero Sir John Sinclair di Ulbster li aveva scacciati dai propri terreni. Altri provenivano dai villaggi di Auchencraig, nella tenuta Langwell, e Kildonan. Quando le famiglie arrivarono, fu assegnato loro un piccolo lotto di terra da coltivare, e per renderlo coltivabile e fertile dovettero ripulire il terreno, riportare la terra dagli scoscesi pendii, e costruire le proprie case con le pietre che trovarono. Nel 1814 la tenuta fu venduta a James Home, e all'epoca il villaggio contava 80 abitanti. Durante la fine del XIX secolo, la principale fonte di impiego costituita dalla pesca delle aringhe fu sostituita dall'allora laird Donald Home, in favore della pesca dei salmoni; la popolazione, di conseguenza, diminuì dato che molte famiglie emigrarono per cercare migliori condizioni di vita. Uno degli abitanti, Alexander Sutherland, nel 1838 emigrò in Nuova Zelanda.